# Together AI
Together AI — американская ИТ-компания, разработчик облачных инструментов для развертывания моделей генеративного искусственного интеллекта с открытым исходным кодом. Штаб-квартира находится в Сан-Франциско, Калифорния.
В 2024 году вошла в рейтинг крупнейших компаний в области искусственного интеллекта «AI 50», составленный журналом Forbes.

## История
Стартап запустил в 2022 году американский программист и ИТ-бизнесмен Випул Вед Пракаш. В его портфолио — работа в Apple Inc на позиции директора по инжинирингу, а также ряд проектов в которых он выступал соучредителем: Sense/Net (обеспечение конфиденциальности в интернете), Vipul’s Razor (система защиты от спама), Cloudmark (система защиты электронных коммуникаций), Topsy Labs (поиск по социальным сетям и аналитика). Компания Topsy с 2009 года была официальным партнёром Twitter (ныне X, запрещена в России) и в 2013 году выкуплена Apple.
В 2023 году стартап провёл первый инвестиционный раунд и привлек финансирование в размере 102,5 млн долларов. В пул инвесторов вошли Kleiner Perkins, Nvidia и другие компании.
В марте 2024 года компания провела инвестиционный раунд, собрав 106 млн долларов. Основную часть суммы в проект вложила венчурная компания Salesforce Ventures.

## Особенности и функционал
Облачная платформа поддерживает более 200 больших языковых моделей (LLM), включая DeepSeek, Grok, Llama, Mistral. Основные преимущества:
- ускоренное развертывание ИИ-модели благодаря применению графических процессоров Nvidia H100, H200 и Blackwell;

- кастомизация и тонкая настройка параметров позволяет добиваться более эффективного управления моделью;

- корпоративная платформа ИИ обеспечивает безопасное развертывание моделей в виртуальных частных облаках и локальных сетях;

- масштабируемость и оптимизация облачной инфраструктура обеспечивает снижение эксплуатационных расходов.

Пользователям ресурса доступен следующий основной функционал:
- поддержка жизненного цикла генеративного ИИ;
- облачное хранилище, не требующее серверных мощностей;
- программный интерфейс (API), совместимый с OpenAI;
- тонкая настройка пользовательской ИИ-модели;
- кластеры графических процессоров корпоративного класса;
- локальные и облачные варианты развертывания моделей.

## Деятельность и руководство
Более 45 тыс. зарегистрированных разработчиков используют облачные инструменты Together AI.
Оценочная стоимость компании, по данным на март 2024 года, составляла 1,3 млрд долларов.
Должность генерального директора занимает Випул Вед Пракаш.